# Greeicy Rendón
 (avril 2022).
Greeicy Rendón, de son nom complet Greeicy Yeliana Rendón Ceballos est une actrice, chanteur et danseuse colombienne née le 30 octobre 1992 à Cali (Colombie).
Elle est principalement connue pour son rôle de Daisy O'Brian dans la série télévisée Chica vampiro.

## Biographie
Elle commence le piano puis la guitare, la flûte et le chant à l'âge de cinq ans.
En grandissant, elle prendra des cours de théâtre.
En 2006, alors âgée de quatorze ans, elle participe au télé-crochet The X Factor où elle est repérée. 
Elle est en couple avec le chanteur colombien Mike Bahía.
En avril 2022, elle a accouché d'un petit garçon.

## Suite de sa carrière

### Chica vampiro

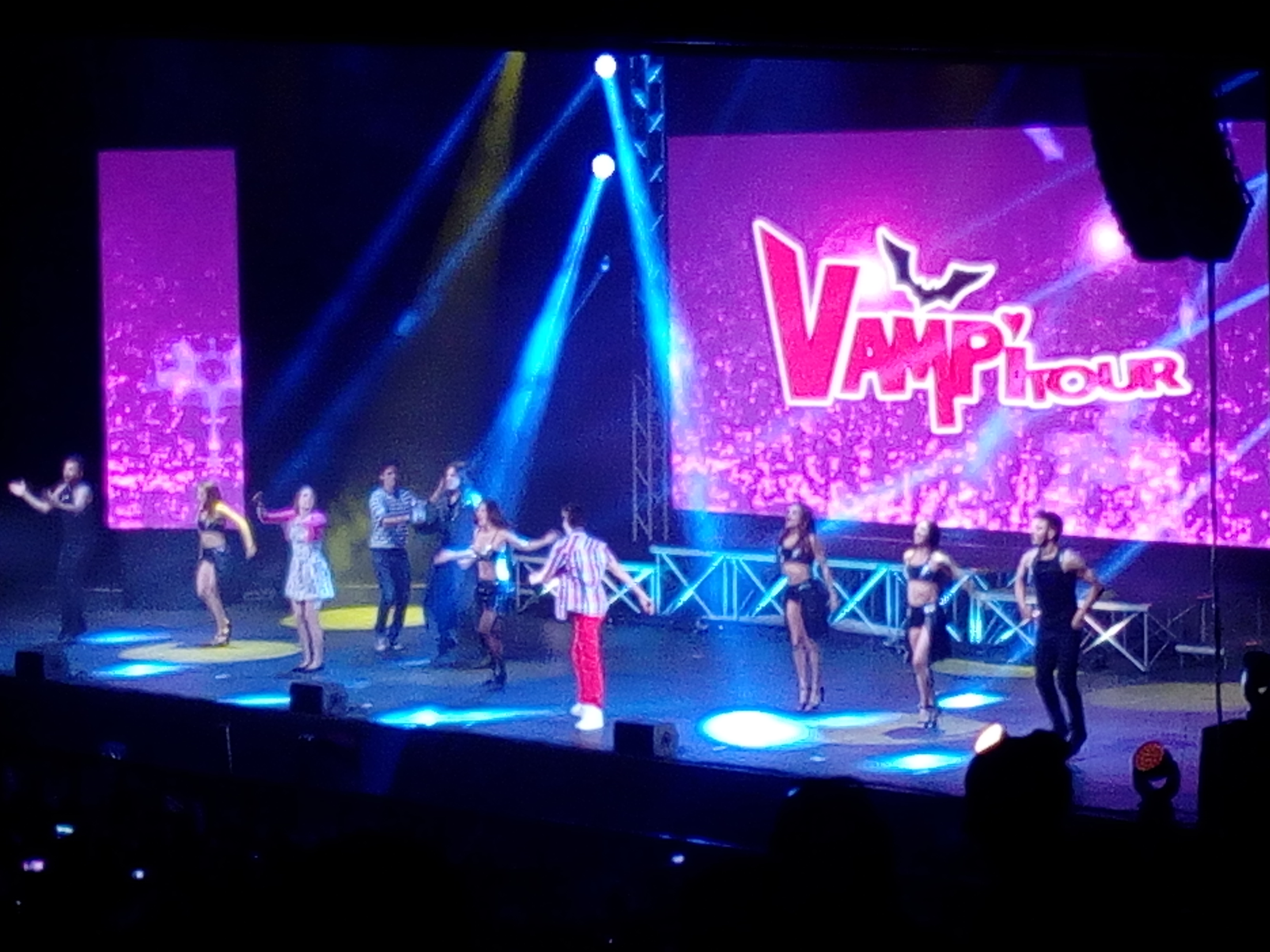
Vampitour au Le Liberté (Rennes), en 2016

Après de multiples auditions, elle tourne dans la télénovela Chica Vampiro où elle joue le rôle de Daisy, une jeune vampire, elle chantera d'ailleurs la bande originale de la série. La série est diffusée du 14 mai au 5 novembre 2013 en espagnol sur RCN Televisión, puis à partir du 31 août 2015 sur Gulli en français. La série rencontre un succès en Amérique latine, en Italie puis en France ; La tournée Vampitour, consécutive à la série est elle aussi, une réussite.

### Suite de sa carrière
En 2018, Greeicy Rendón fait un retour en tant que chanteuse. Elle enregistre la chanson Jacuzzi, en featuring avec Anitta. Les deux artistes se produisent lors du festival Megaland 2018 en Colombie.
Elle remporte la version mexicaine de Danse avec les stars 'Mira quién baila'.
En 2019, elle collabore avec plusieurs chanteurs, dont le chanteur Maejor Ali sur le titre I love you. Elle dévoile ensuite, son tout premier album Baila.
En mars 2022, Greeicy Rendón fait son retour dans la série Ritmo Salvaje, diffusée en France sur la plateforme Netflix.[réf. nécessaire]

## Filmographie

### Télévision
- 2009 : Cuando  Salga el Sol (Série TV) : Carolina Parra Campos
- 2010 : La Pola (Série TV) : Sierva
- 2011 : Primera Dama (Série TV) : Daniela Astudillo
- 2013 : La Prepago (Série TV) : Johana
- 2013: Chica vampiro : Daisy O'Brian (rôle principal, 120 épisodes)
- 2014 : La ronca de oro (Série TV) : Pilar Hincapié Vargas
- 2015 : Tiro de Gracia (Série TV) : Veronica Bernal/Esmeralda
- 2016 : Las Vega's (Série TV) : Camila Eugenia Vega
- 2017 : Venganza (Série TV) : Gabriela Piedrahita
- 2022 : Ritmo Salvaje (Série TV) : Karina

## Discographie
- 2019 : Baila

### Singles
- 2018 : Jacuzzi (feat. Anitta)
- 2019 : I love you (feat. Maejor)
- 2019 : Lovers (feat. Mike Bahía) (ndlr, son petit-ami)
- 2019 : Destino (feat. Nacho)
- 2020 : I love you - A-Connection Remix (feat. Maejor & A-Connection)
- 2022 : Los Consejos
- 2023 : Yeliana – Capítulo 1 (Que Me Quiera | Lokita)
- 2023 : Yeliana – Capítulo 2 (1 Try For You | Química)
- 2023 : ZHA ( Yeliana-Capítulo 3)(feat. Danny Ocean)

#### DansChica Vampiro
- 2014 : 
  - Chica Vampiro (bande originale, en featuring avec Santiago Talledo)
  - Quiero todo
  - Tanto amor
  - Cantaré (feat. Santiago Talledo)
  - Comerto entero (feat. les vampires)
  - Dame las buenas (feat. les vampires)